# Феттмильх, Винценц
Винценц Феттмильх (нем. Vinzenz Fettmilch), также Винцент Фетмильх (ум. 1616), — франкфуртский кондитер (устар. пряничник), казнённый (1616) как главарь устроенного в 1612—1614 годах городского восстания и еврейского погрома (1614) на почве обострившихся внутригородских экономических взаимоотношений.

## История

### Предыстория
Во Франкфурте-на-Майне за период от 1593 до 1607 гг. (о котором сохранились подробные данные) средние и большие капиталы в руках евреев значительно увеличились, между тем как в благосостоянии горожан-христиан происходил упадок; большие капиталы возросли и у христиан, но не в такой степени, как у евреев, среднее же сословие сильно пострадало. На почве обострившихся экономических взаимоотношений произошли беспорядки 1612—1614 гг. Также необходимо учитывать постоянную борьбу цехов с патрициатом (в средние века в европейских городах — лица, принадлежавшие к зажиточным бюргерским родам, игравшим первенствующую роль в городском самоуправлении), крайний произвол городского совета и тяжесть налогового бремени. Цеха повели агитацию среди мастеровых и нижних слоев населения с целью добиться изгнания евреев, обвиняя совет в том, что за деньги евреям позволялось нарушать установленные для них ограничительные законы. Во главе недовольных цехов стал пряничник Винценц Феттмильх, называвший себя «новым Гаманом».

### Городские беспорядки (1612)
В 1612 г. в городе произошли беспорядки; часть горожан под начальством Феттмильха возмутилась против городского совета; началась борьба, сопровождавшаяся еврейскими погромами. В праздник Шавуот группа ремесленников попыталась ворваться в район проживания франкфуртских евреев — гетто, но была отражена. Из-за опасения погрома многие евреи вывезли жён и детей из города. Император Маттиас поручил Майнцу и Гессен-Дармштадту восстановление порядка во Франкфурте; это удалось только после упорной 4-летней борьбы.

### Погром (1614)
Погром вспыхнул 22 августа 1614 года. Евреи постились и молились в синагогах, более смелые готовились к самообороне. Когда Феттмильх с толпой ремесленников бросились на гетто, евреи защищались с оружием в руках, но ввиду подавляющей численности нападавших им пришлось отступить; часть скрылась в христианских домах, часть бежала на кладбище. Громилы принялись грабить имущество. По приказанию Феттмильха 24 августа евреи в числе 1380 человек покинули город. «Они вышли, — писал летописец-очевидец, — радостные и вздыхающие: радовались тому, что остались в живых, и вздыхали потому, что были наги и лишены всего». Изгнанники нашли приют в окрестных городах и деревнях.

### Последовавшие события
Император Маттиас, возмущённый самоуправством цехов, издал приказ, чтобы евреи были возвращены во Франкфурт. В результате конституция города подверглась значительному изменению в демократическом смысле. После полуторагодового отсутствия евреи вернулись туда 10 марта (20 Адара по еврейскому календарю) 1616 г., в сопровождении правительственных комиссаров и войска, под барабанный бой и звуки труб От императора они получили «Mandatum poenale restitutorium» и пользовались с тех пор сравнительно большой свободой (далекой, однако, от равноправности с христианами, не только политической, но и гражданской).
Зачинщики погрома понесли кару. Феттмильх был казнён, и части тела его повешены на четырёх концах города. Дом Феттмильха был срыт, и на его месте поставлен позорный столб, с латинским и немецким описанием в стихах казни Феттмильха (только в 1870-х гг. эта площадь была опять застроена). Городской совет был оштрафован на 175 тыс. гульденов в пользу пострадавших евреев.
Франкфуртская община в память об избавлении от «нового Гамана» учредила ежегодный праздник в день 20 Адара, под названием «Пурим-Винцент». На трёх воротах гетто были нарисованы красками на жести орлы с надписью: «Röm. Kayserl. Majestät und des h. Reiches Schutz» (Охраняемый Римским императорским величеством и Священной империей). Совету было запрещено лишать евреев по истечении трехлетнего пребывания в городе права на жительство (Stättigkeit); император объявил, что евреи Франкфурта находятся под его особым покровительством, и вменил городским властям заботу об их безопасности. В 1618 г. в гетто числилось 370 семей, живших в 195 домах.

## В культуре
- Эльханан бен-Авраам Гелен (Elhanan ben Abraham Helen) сочинил поэму, посвящённую описываемым событиям — «Vintz-Hans Lied» (מגלת ווינץ)[5];
- о восстании Феттмильха рассказывает драма Т. Поппа (Theodor Adolf Poppe) «Die Tragoedia von Vincenz Fettmilch» (1905)[3].